# Баграм
Багра́м — старовинне місто (Александрія Кавказька) і великий аеропорт за 60 кілометрів на північ від Кабулу в афганській провінції Парван. У роки афганський війни (1979—1989) найбільший аеропорт і військово-повітряна база ВПС СРСР. З 2002 використовується ВПС США. Злітно-посадкова смуга завдовжки 3 000 метрів була побудована в 1976 році і здатна приймати важкі транспортні літаки і стратегічні бомбардувальники. На території авіабази Баграм знаходяться три великі ангари, контрольна башта і значне число технічних споруд. До злітно-посадкової смуги ведуть п'ять стернових доріжок, а загальне число летальних апаратів, що одночасно знаходяться на базі, може досягати 110.

## Історія
Місто було засновано Олександром Македонським, як Александрія Кавказька. Баграм потім став одним з головних міст Греко-Бактрійського царства. Баграм має грецьке планування іподрому. Місто було оточене стіною з цегли, і зміцнено баштами по кутах. Центральна вулиця була обмежена крамницями і цехами.
Баграм став літньою столицею Кушанської імперії з першого сторіччя нашої ери, зимовою столицею була Матхура в центральній Індії.
Кушанський імператор запровадив багато новобудов. Побудований Центральний палац, оздоблений багатим скарбом, датуванням часів кушанського імператора (II сторіччя). Також на території міста знайдені покриті слонячою кісткою табурети індійського походження, лаковані коробки Китаю, греко-римський посуд з Єгипту і Сирії, елліністичні статуї в стилі Помпея, ліпні прикраси, вироби з срібла середземноморського походження (так званий «Скарб Баграму»).
«Скарб Баграму» є ознакою інтенсивних комерційних обмінів між всіма культурними центрами Класичного часу, поєднання Кушанської імперії сухопутною і морською торгівлею із сходом і заходом. Проте, витвори мистецтва, знайдені в Баграмі, є абсолютно виключно еллінськими, римськими, китайськими або індійськими.